# Ханфорд, Чарли
Чарлз Джозеф Ханфорд (англ. Charles Joseph Hanford, 3 июня 1882, Танстолл, Стаффордшир — 19 июля 1963, Трентон, Нью-Джерси) — американский бейсболист британского происхождения, аутфилдер. Выступал в составе клубов Федеральной лиги «Баффало Баффедс» и «Чикаго Уэйлс».

## Биография
Чарлз Ханфорд родился 3 июня 1882 года в деревне Танстолл в Стаффордшире. В 1885 году семья переехала в США и поселилась в Нью-Джерси. По данным переписи населения 1900 года он был вторым из шести детей. Ханфорд вырос в Трентоне, там же начал играть в бейсбол, сначала на позиции кэтчера, затем в аутфилде. Первой профессиональной командой в карьере Ханфорда стали «Джерси-Сити Скитерз» из Восточной лиги. В составе клуба он дебютировал в 1906 году и выступал за него в течение трёх лет. В конце 1908 года его контракт был продан «Филадельфии Филлис».
На предсезонных сборах весной 1909 года он играл за «Филлис» постоянно, но перед началом чемпионата тренерский штаб сделал выбор в пользу Отто Дайнингера. Ханфорд был вынужден вернуться в Джерси-Сити. В составе «Скитерз» он отыграл ещё два сезона. В январе 1911 года его продали в «Монреаль Роялс», также игравших в Восточной лиге.
В первых двух сезонах в «Роялс» Ханфорд был одним из ведущих отбивающих команды. В 1911 году он провёл 156 матчей, выбив 26 даблов, 18 триплов и 11 хоум-ранов. По итогам 1912 года его показатель отбивания составил 30,3 %. В июне 1913 года «Роялс» обменяли его в «Баффало Байзонс» на Дайнингера, ранее вытеснившего его из состава «Филадельфии». До конца сезона Ханфорд сыграл за команду 123 матча с показателем отбивания 28,4 %. После завершения чемпионата они с Дайнингером снова поменялись местами.
Весной 1914 года «Роялс» снова отправили Ханфорда в «Байзонс», но тот уведомил клуб о подписании контракта с другой командой из Баффало — «Баффедс», готовившихся к началу сезона в Федеральной лиге. Новая организация претендовала на статус одной из главных бейсбольных лиг. Матч открытия между «Баффедс» и «Балтимор Террапинс» собрал 28 тысяч зрителей. Сингл Ханфорда принёс единственные два очка команды в этой игре, закончившейся победой «Балтимора» 3:2. Он сыграл во всех 155 матчах регулярного чемпионата, отбивая с эффективностью 29,1 %, выбив 28 даблов, 13 триплов, 12 хоум-ранов и украв 37 баз. Несмотря на его отличное выступление, в межсезонье «Баффедс» подписали контракт с аутфилдером Джеком Далтоном, а позже продали Ханфорда в «Чикаго Уэйлс».
В составе «Уэйлс» Ханфорд играл против питчеров-левшей, деля игровое время с Лесли Манном, победителем Мировой серии 1914 года. Он принял участие в 77 матчах сезона 1915 года, отбивая с эффективностью 24,0 %, набрав 22 RBI. После окончания чемпионата Федеральная лига была расформирована. Ханфорд продолжил карьеру в младших лигах. По ходу сезона 1916 года он играл за «Канзас-Сити Блюз» в Американской ассоциации, «Мобил Си Галлс» в Южной лиге и «Пеорию Дистиллерс» в Иллинойсской лиге. Чемпионат 1917 года он провёл в составе «Ричмонд Виргинианс», сыграв 125 матчей в Международной лиге. Последней командой в его карьере стали «Омаха Руркс» из Западной лиги.
После ухода из спорта Ханфорд работал на судостроительном заводе в Пенсильвании, продолжая играть в бейсбол за любительскую команду из Трентона. Затем он работал на вокзале Trenton Transit, где со временем занял должность суперинтенданта. 
Чарлз Ханфорд скончался 19 июля 1963 года в Трентоне в возрасте 81 года.